# Чарльз Дернінг
Чарльз Дернінг (англ. Charles Durning; 28 лютого 1923 — 24 грудня 2012) — американський актор.

## Біографія
Чарльз Дернінг народився 28 лютого 1923 року у Гайленд-Фоллс, Нью-Йорк. Батько ірландський іммігрант Джеймс Джеральд Дернінг, мати Луїза Марія Леонард ірландського походження. Під час Другої світової війни, Дернінг був призваний в американську армію, брав участь у Нормандській та Арденнській операціях. За мужність Дернінг був удостоєний Срібної зірки і трьох медалей Пурпурове серце за поранення. Після війни працював робітником, таксистом, офіціантом і танцюристом. У кіно Дернінг з'явився на початку 1960-х, знімаючись в епізодичних ролях в різних серіалах.
У січні 2008 року Дернінг був удостоєний почесної Премії Гільдії кіноакторів США за внесок у кінематограф.
Помер Чарльз Дернінг 24 грудня 2012 року у Манхеттені, Нью-Йорк.

## Фільмографія
- 1970 — Переступити межу / I Walk the Line
- 1973 — Афера / The Sting
- 1973 — Сестри / Sisters
- 1975 — Собачий полудень / Dog Day Afternoon
- 1976 — Гаррі і Волтер їдуть в Нью-Йорк / Harry and Walter Go to New York
- 1978 — Лють / The Fury
- 1980 — Останній відлік / The Final Countdown
- 1981 — Найкраща дівчинка у світі / The Best Little Girl in the World
- 1981 — Команда Шаркі / Sharky's Machine
- 1982 — Тутсі / Tootsie
- 1983 — Бути чи не бути / To Be or Not to Be
- 1985 — Чоловік у червоному черевику / The Man with One Red Shoe
- 1986 — Діти сонця / Solarbabies
- 1987 — Поліцейський / Cop
- 1989 — Переслідувач кішок / Cat Chaser
- 1990 — Дік Трейсі / Dick Tracy
- 1994 — Підручний Гадсакера /  The Hudsucker Proxy
- 1996 — Невинищений шпигун / Spy Hard
- 2000 — Дуже скупий чоловік / Very Mean Men
- 2000 — Човен / Lakeboat
- 2007 — Кінкі Кіллерс / Polycarp
- 2001 — Дешеві місця / Bleacher Bums
- 2001 — Поліція Лос-Анджелеса / L.A.P.D.: To Protect and to Serve
- 2008 — Брейк / Break
- 2009 — Веселка Шеннон / Shannon's Rainbow
- 2011 — Зона життя / The Life Zone